# Kreisgericht Zerbst (Anhalt)
Das Kreisgericht Zerbst war von 1850 bis 1879 ein Kreisgericht im Herzogtum Anhalt-Dessau bzw. Herzogtum Anhalt mit Sitz in Zerbst.

## Geschichte
Mit der Märzrevolution war eine umfassende Verwaltungs- und Justizreform verbunden. Die Trennung der Rechtsprechung von der Verwaltung wurde eingeführt und die Patrimonialgerichte abgeschafft. Die Verwaltungsaufgaben übernahmen die Kreisdirektionen und die Gerichtsfunktionen die Kreisgerichte und Kreisgerichtskommissionen. Als Instanzengericht wurde das Oberlandesgericht Dessau gebildet. Dieses war nicht mit einem heutigen Oberlandesgericht vergleichbar, sondern hatte die Funktion eines Appellationsgerichtes. Darüber stand das Oberappellationsgericht Jena als letzte Instanz.
In Zerbst entstand so das Kreisgericht Zerbst. Sein Bezirk umfasste die Bezirke folgender früherer Gerichte:
| Früheres Gericht                         | Sprengel | Einwohner 1851 |
| ---------------------------------------- | --- | -------------- |
| Stadt- und Landgericht Zerbst            | Städte Zerbst und Ankuhn und die Dörfer Badetz, Bias, Bone, Dobritz, Eichholz, Gödnitz, Golmenglin, Grimme, Hagendorf, Hohenlepte, Jütrichau, Kermen, Krakau mit Rathsbruch, Luso, Leps, Nedlitz, Niederlepte, Nutha, Pakendorf, Polenzko, Bärenthoren, Reuden, Rietzmeck, Steckby und Steutz | 13.640         |
| Patrimonialgericht Garitz                | Garitz | 121            |
| Justizämter Lindau und Dornburg          | Flecken Lindau, die alte Sorge, die neue Sorge und die Dörfer Lietzo, Quast, Deetz, Badewitz, Kerchau, Strinum, Zernitz, Kuhberge, die neue Mühle, Buhlendorf und Dornburg | 2362           |
| Der kleinere Teil des Justizamtes Roßlau | Dörfer Bornum, Trüben, Pulspforde, Bonitz, Straguth, Gollbogen, Mühro und Kleinleitzkau | 1023           |
| Der größere Teil des Justizamtes Roßlau  | Stadt Roßlau, die Schlangengrube, das Dorf und Vorwerk Meinsdorf und die Dörfer Mühlstedt, Streetz, Mühlsdorf, Mertlau, Rodleben, Brambach, die Försterei Spitzberg und die Vorwerke Berensdorf, Tornau und Schlepke                                                                          | 3623           |
| Patrimonialgericht Neeken                | Neeken | 177            |
| Summe                                    | | 20.946         |

Das Gericht bestand aus einem Direktor und weiteren Richtern. Für die genannten Gerichtsbezirke wurde eine Kreisgerichtskommission in Roßlau eingerichtet. Dort bestand jeweils die Stelle eines Einzelrichters, der Mitglied des Kreisgerichts war und geringere Fälle als Einzelrichter entschied. Wesentlichere Fälle wurden im Kreisgericht von einer Kammer entschieden.
1863 ging Anhalt-Bernburg in Anhalt-Dessau auf und ein gemeinsames Herzogtum Anhalt entstand. In diesem Kontext wurden die Sprengel der Kreisgerichte neu gefasst.
Der Bezirk des Kreisgerichtes Zerbst umfasste nun folgende Orte:
| Bezirk                         | Sprengel | Einwohner 1867 |
| ------------------------------ | --- | -------------- |
| Unmittelbarer Gerichtsbezirk   | Stadt Zerbst mit Ankuhn und Harzwinkel, Stadt Lindau und die Dörfer Badetz, Badewitz, Bias, Bone, Bonitz, Bornum, Buhlendorf, Deetz, Dobritz, Dornburg, Eichholz, Garitz, Gödnitz, Golmenglin, Grimme, Hagendorf, Hohenlepte, Jütrichau, Kerchau, Kermen, Krakau mit Rathsbruch, Kuhberge, Kleinleitzkau, Leps, Lietzo, Luso, Mühro, Redlitz, Niederlepte, Nutha, Pakendorf, Polenzko, Pulspforde, Quast, Reuden, Rietzmeck, Sorge, Steckby, Steutz, Straguth, Strinum, Trüben und Zernitz | 18.685         |
| Kreisgerichtskommission Roßlau | Stadt Roßlau und die Dörfer Brambach, Meinsdorf, Mühlsdorf mit Spitzberg, Mühlstedt, Necken, Rodleben, Streetz, Tornau, Behrensdorf mit Schlepke und Mertlau | 4.660          |
| Kreisgerichtskommission Coswig | Stadt Coswig und die Dörfer Bräsen, Buko, Buro, Düben, Göritz, Griebo, Grochewitz, Hundeluft, Jeber und Bergfrieden, Klieken, Kobbelsdorf, Köselitz, Luso, Möllensdorf, Natho, Pülzig, Ragösen, Senst, Serno, Stackelitz, Thießen, Wahlsdorf, Weiden, Wörpen und Zieko | 3.768          |
| Summe                          | | 33.113         |

Nach der Einführung der Reichsjustizgesetze 1879 entstand eine neue Gerichtsstruktur. An der Spitze des Instanzenzugs stand nun das Reichsgericht, dem das gemeinsame Oberlandesgericht Naumburg nachgeordnet war. Das Herzogtum Anhalt bildete den Sprengel des Landgerichts Dessau. Darunter befanden sich unter anderem das Amtsgericht Zerbst. Das Kreisgericht Zerbst wurde aufgehoben.